# Ауторска блокада
Ауторска блокада је појава, најчешће повезана са писањем, у којој аутор губи способност да ствара нова дела. Разликују се различити облици, од недостатка идеја до немогућности да се направи дело годинама. Кроз историју је ауторска блокада била забележен проблем.
Многи уметници су патили од ауторске блокаде, попут писца Френцис Скот Фицџерилда и енглеске певачице Адел. Научна истраживања о овом феномену су рађена током 1970-их и 1980-их, а феномен је први пут забележио амерички психоаналитичар Едмунд Берглер, 1947 године.

## Узроци
Ауторска блокада може имати неколико узрока. Неки су стваралачки проблеми који потичу унутар самог ауторског дела. Писац може остати без инспирације, или га могу ометати други догађаји. Фиктивни пример се може наћи у роману Џорџ Орвела, Само нек Аспидистре лете, где се главни јунак мучи са ауторском блокадом покушавајући да напише поему о дану у Лондону:. „Било је превелико за њега, то је била истина. Никада није напредовала, једноставно се распала у низ фрагмената."
Остале блокаде могу настати због неповољних околности у животу или каријери писца: болести, депресије, раскида везе, финансијских проблема, или осећаја неуспеха. Притисак да се произведе рад може сам по себи да допринесе блокади код писца, нарочито ако су приморани да раде на начин који је против њихових склоности (на пример са роком, или неодговарајућим стилом или жанром). 
Претпоставља се да је ауторска блокада више од менталитета. Под стресом, људски мозак ће „пребацити контролу са мождане коре на лимбички систем”. Лимбички систем је повезан са инстинктивним процесима, као што је „борба или бег” рефлекс. Ограничени унос мождане коре отежава креативне процесе неке особе, који су замењени понашањима повезаним са лимбичким системом. Особа често није свесна промене, што је може натерати да верује да је креативно „блокирана”. У књизи из 2004. године, Поноћна болест: Нагон за писање, ауторска блокада и креативни мозак, ауотка и неурологиња Алис Флахерти износи да је керативност повезана са једним делом мозга и да блокада можда настаје због промењене мождане активности у том делу.
Лоренс Оливер каже у свом чланку, „Помоћ студентима да превазиђу ауторску блокаду”, „Студенти не добијају никакве савете о томе како да стварају идеје или истражују своје мисли и обично морају учити кроз процес писања, без смерница или повратне информације од учитеља, који задржава коментаре и критике док оцењује коначан производ." Он каже да студенти „уче да пишу писањем”, и често су несигурни и / или парализовани правилима.
Филис Коестенбаум је написала у свом чланку „Тајна клима године када сам престала да пишем”, "Требало ми је да пишем како бих осећала, али без осећања нисам могла да пишем." Ненси Сомерс износи да се дела не завршавају када студенти заврше писање, тако да не требају ни коментари инструктора. Она тврди да треба постојати „партнерство” између писца и инструктора, а да критике треба да постану разговори.
Џејмс Адамс наводи у својој књизи, Концептуални Блокбастинг, различите разлоге зашто се блокаде јављају, укључују страх од ризика, „хаос” у фази пре писања, суђење уместо стварања идеја, неспособност да се развију идеје, или недостатак мотивације.